# Saint Sébastien soigné par Irène (ter Brugghen)
Saint Sébastien soigné par Irène est une huile sur toile de Hendrick ter Brugghen datée de 1625. Exposée au Allen Memorial Art Museum d'Oberlin, dans l'Ohio, la pièce dépeint le sujet catholique romain de Saint Sébastien soigné par sainte Irène, après que Irène de Rome et sa femme de chambre l'eurent soigné à la suite de son martyre par les autorités romaines. Cette œuvre est un exemple de la tendance baroque à l'italienne dans la peinture hollandaise de l'âge d'or. La peinture est un clair-obscur, léger et habile, représentant un sujet religieux, preuve de l'influence du Caravage sur l'École caravagesque d'Utrecht.  
Seymour Slive voit en cette toile le « chef-d'œuvre » de Ter Brugghen : « les grandes et pleines formes du groupe ont été assemblées en un magnifique dessin, et ce qui aurait pu être dur et sculptural est remarquablement adouci par la lumière douce et argentée qui joue sur le corps à moitié mort de Sébastien, gris olive, ainsi que sur les rouges, les blancs crème et les couleurs prune que portent les femmes qui s'occupent du saint ».  

## Sujet
Cette toile représente Sébastien déchiré par la douleur alors qu'il est soigné par sainte Irène et sa femme de chambre. Selon l'histoire traditionnelle, l'empereur Dioclétien, pendant la persécution dioclétienne, fait exécuter le soldat Sébastien par des archers pour le punir de sa trahison. Cherchant son corps et voulant l'enterrer, Irène trouve et soigne Saint-Sébastien attaché à un arbre « miraculeusement » vivant. Plutôt que de peindre Sébastien se faisant tirer dessus, en plein cœur de son martyre, Ter Brugghen dépeint les moments qui suivent, où Irène et sa femme de chambre le détachent de l'arbre. Certains attribuent ce changement narratif à l'émergence de la peste à Utrecht dans les années 1620 : plusieurs artistes voulant dépeindre un sujet sauvé de l'agonie, tournent en peinture les souffrances sauvées, représentées par la personnification du Catholicisme. Ter Brugghen représente la peau de Sébastien d'une pâleur verte maladive. Son corps souffrant ressemble à la plupart des malades ou des morts rencontrés à Utrecht à l'époque. 